# Warhammer 40,000: Regicide
Warhammer 40,000: Regicide — компьютерная/мобильная игра в стиле шахмат, разработанная компанией Hammerfall Publishing для платформ Windows, iOS и Android, чьё действие происходит во вселенной Warhammer 40,000. Игра вышла в раннем доступе на платформе Steam 5 мая 2015 года. Официально игра вышла 8 сентября 2015 года.

## Сюжет
Сюжет рассказывает историю о том, как космодесант спасает планету от нашествия орков, хотя на самом деле за событиями стоят эльдарские планы.

## Геймплей
Геймплей представляет собой шахматы в обычном режиме и «расширенные» шахматы в режиме regicide. В режиме шахмат классические фигуры заменены космодесантниками и орками.

## Regicide
Режим Regicide («Цареубийство») — это те же самые шахматы, только после основного хода наступает активная фаза, в которой можно приказать фигуре — стрелять, кидать гранаты и использовать умения.

## Одиночная кампания
Одиночная кампания представляет собой тренировку перед многопользовательской игрой. В кампании несколько актов, акты поделены на миссии, а миссии представляют из себя заранее расположенные фигуры космодесанта и орков. Фигуры расположены с преимуществом в пользу орков, а игрок берёт управление за космодесант.

## Многопользовательская игра
Это та же кампания, только играть нужно будет не против ИИ, а с реальным человеком, и фигуры расположены как в классических шахматах.

## Критика
| Сводный рейтинг | Сводный рейтинг |
| Агрегатор       | Оценка          |
| --------------- | --------------- |
| GameRankings    | 75,40 %         |

В Steam отзывы о игре «В основном положительные» (78 % положительных отзывов).
На Metacritic игра получила оценку 72 из 100 баллов на основании 16 рецензий и 7,7 из 10 баллов на основе пользовательских оценок.

## Продажи
Летом 2018 года, благодаря уязвимости в защите Steam Web API, стало известно, что точное количество пользователей сервиса Steam, которые играли в игру хотя бы один раз, составляет 129 644 человека.